# Annelie Runge
Annelie Runge (* 1943 in Hillesheim) ist eine deutsche Filmregisseurin, Drehbuchautorin und Journalistin.
Annelie Runge arbeitet als freie Autorin und Filmemacherin in Bonn und Berlin. In ihrem ersten Beruf als Krankenschwester arbeitete sie mehrere Jahre in den USA, der französischen Schweiz und der Bundesrepublik, bis sie sich entschied, auf die Journalistenschule nach München zu gehen. Neben schriftstellerischen Arbeiten für Rundfunkanstalten und Zeitungen, machte sie Magazinsendungen und Porträts für Fernsehanstalten. 1981 drehte sie ihr erstes Fernsehspiel „Falsche Liebe“. Es folgte der im Claassen-Verlag erschienene Roman „Die Liebesforscherin“. Aus der Arbeit an diesem Roman entwickelte sie das Drehbuch zu dem gleichnamigen Fernsehspiel. „Ende einer Vorstellung“, eine Hommage an das Kino ihrer Eltern in der Eifel war 1987 der Eröffnungsfilm der Duisburger Filmwoche. Es folgte der Reportageband „Angst“, 16 Porträts von Menschen, die ihre Arbeitssituation schildern 1990 im Kreuz-Verlag, Zürich. Der 1993 fertiggestellte Kinofilm „Barmherzige Schwestern“, zu dem sie auch das Drehbuch schrieb, wurde auf vielen Festivals gezeigt, u. a. in Hof, Saarbrücken, Dortmund, Rotterdam und Kairo. 1994 entstand ein Filmessay zur „Erotischen Intelligenz“. Es folgte die Langzeitbeobachtung einer Philippinin, die zwischen katholischem Glauben und Voodookult hin- und hergerissen ist sowie 1998 ein filmisches Tagebuch über eine Reise nach Peking/Hangzhou/Shanghai: „Auf der Suche nach chinesischen Künstlerinnen“. Mit Förderung der Filmstiftung NRW entstand 2001 das Drehbuch „Die Wirtstöchter“. 2003 folgte „Olgas Entscheidung“, die Geschichte einer Flucht. 2005 drehte sie „Die süße Erbschaft“, ein Dokumentarfilm, der die Geschichte der „Eifel-Film-Bühne“ in der nächsten Generation weiter erzählt. Es folgte das Hörspiel „Amira&Judy“ und das Spielfilmdrehbuch „Die Geliebten meiner Mutter“. Zurzeit arbeitet sie an dem Romanmanuskript „Lee“.

## Filmografie

### Regisseurin
- 1978: Leonie Paur, Zimmerwirtin – Wie man in Würden alt wird (45.Min./16mm/Farbe)  WDR
- 1982: Falsche Liebe – mit Verena Buss, Stefan Matousch, Heiner Lichtenhahn, (92 Min./16mm/Farbe)    ZDF: Das kleine Fernsehspiel
- 1985: Die Liebesforscherin – mit Grischa Huber, Markus Burghard, Michael Ebers, (84 Min./16mm/Farbe)     ZDF: Das kleine Fernsehspiel
- 1987: Ende einer Vorstellung – Hommage an die „Eifel-Filmbühne“, Filmgeschichte und Mediengeschichte anhand einer Familie, Eröffnungsfilm der Duisburger Filmwoche, (84 Min./16mm/Farbe)   ZDF: Das kleine Fernsehspiel
- 1990: Das Frauenmuseum – Szenarien aus Geschichte und zeitgenössischer Kunst, (17 Min./Video/Farbe)     InterNationes
- 1993: Barmherzige Schwestern – mit Nina Petri, Martina Gedeck, Anne Kasprik, Matthias Brandt, Filmfestivals: Hof, Saarbrücken, Dortmund, Schwerin, Rotterdam, Kairo, (94 Min./35mm/Farbe)     WDR/ARTE/Filmstiftung NRW
- 1995: Jeanne Baharry – God´s Service Station, Los Angeles, (30 Min./16mm/Farbe) WDR
- 1996: Mit allen Sinnen, Ein Film über Erotik und Intelligenz, (68 Min./16mm/Farbe)   WDR
- 1997: Delphinas Geschichte, Vom Glauben und Aberglauben an Gott und den Vater, (90 Min./16mm/Farbe)  ZDF/ARTE, Osnabrücker Filmfestival
- 1998: Unterwegs zu chinesischen Künstlerinnen: Peking, Shanghai, Hangzhou, (60 Min./Video/Farbe)    Frauenmuseum, Bonn
- 2000: Alt und radikal in Los Angeles (mit Uli Aumüller), (52 Min./Video/Farbe)  WDR/ARTE
- 2003: Die süße Erbschaft, (70 Min./Video/Farbe) – SWR/Goethe/InterNationes/Stiftung Rheinland-Pfalz für Kultur/Landeszentrale für politische Bildung
- 2005: Vor unseren Augen – Tagebuch einer Zerstörung, (30 Min./Video/Farbe) – Bund für Umwelt und Naturschutz – 2008 Premiere: Clärchens Ballhaus + Babylon
- 2012: The Princess and I – Marianne Pitzen: Künstlerin, Museumsdirektorin, Aktivistin, (45 Min./Farbe/Video) – Premiere LVR-Landesmuseum Bonn und Rex-Kino 2015 – China Women´s Filmfestival Peking, Chengdou, Hangzhou. Goethe-Institut, Peking 2016/2017
- 2016: Die Künstlerinnengruppe „zart&zackig“ -forever- (92 Min./Farbe/Video) ist seit 35 Jahren zusammen – Dokumentarfilm von Annelie Runge und Andreas Michels – Premiere: Landesmuseum und Rex-Filmtheater, Bonn – China Women`s Film Festival, Hongkong /  Festival der Künste, Le Havre / Ceres Gallery, New York

### Drehbuchautorin
- 1978: Leonie Paur, Zimmerwirtin – Wie man in Würden alt wird (45.Min./16mm/Farbe)  WDR
- 1982: Falsche Liebe – mit Verena Buss, Stefan Matousch, Heiner Lichtenhahn, (92 Min./16mm/Farbe)    ZDF: Das kleine Fernsehspiel
- 1985: Die Liebesforscherin – mit Grischa Huber, Markus Burghard, Michael Ebers, (84 Min./16mm/Farbe)       ZDF: Das kleine Fernsehspiel
- 1987: Ende einer Vorstellung – Hommage an die „Eifel-Filmbühne“, Filmgeschichte und Mediengeschichte anhand einer Familie, Eröffnungsfilm der Duisburger Filmwoche, (84 Min./16mm/Farbe)   ZDF: Das kleine Fernsehspiel
- 1990: Das Frauenmuseum – Szenarien aus Geschichte und zeitgenössischer Kunst, (17 Min./Video/Farbe)     InterNationes
- 1993: Barmherzige Schwestern mit Nina Petri, Martina Gedeck, Anne Kasprik, Matthias Brandt, Filmfestivals: Hof, Saarbrücken, Dortmund, Schwerin, Rotterdam, Kairo, (94 Min./35mm/Farbe)     WDR/ARTE/Filmstiftung NRW
- 1995: Jeanne Baharry – God´s Service Station, Los Angeles, (30 Min./16mm/Farbe) WDR
- 1996: Mit allen Sinnen, Ein Film über Erotik und Intelligenz, (68 Min./16mm/Farbe)   WDR
- 1997: Delphinas Geschichte: Vom Glauben und Aberglauben an Gott und den Vater, (90 Min./16mm/Farbe)  ZDF/ARTE, Osnabrücker Filmfestival
- 1998: Unterwegs zu chinesischen Künstlerinnen: Peking, Shanghai, Hangzhou
- 2000: Alt und radikal in Los Angeles (mit Uli Aumüller), (52 Min./Video/Farbe)  WDR/ARTE
- 2001: Die Wirtstöchter, Spielfilmdrehbuch mit Erica Fischer, Drehbuchförderung der Filmstiftung NRW
- 2002: Olgas Entscheidung, Die Geschichte einer Flucht
- 2003: Die süße Erbschaft, (70 Min./Video/Farbe) – SWR/Goethe/InterNationes/Stiftung Rheinland-Pfalz für Kultur/Landeszentrale für politische Bildung
- 2005: Vor unseren Augen – Tagebuch einer Zerstörung, (30 Min./Video/Farbe) – Bund für Umwelt und Naturschutz – 2008 Premiere: Clärchens Ballhaus + Babylon
- 2007: The Princess and I, Dokumentarfilmdrehbuch, Frauen Museum, Bonn
- 2009: Die Geliebten meiner Mutter, Spielfilmdrehbuch, gefördert vom WDR
- 2011: Letter to Prof. Bailey: „My American Diary“, Dokumentarfilmdrehbuch, KU at Lawrence, Kansas